# Дитмар V фон Лозенщайн
Дитмар V фон Лозенщайн (на немски: Dietmar V von Losenstein auf Gschwendt; * ок. 1510, дворец Гшвендт; † 20 януари 1577, Линц) от род Лозенщайн, е господар на Гшвендт, от 1571 г. щатхалтер на Горна Австрия, ландес-хауптман в Австрия об дер Енс (1573 – 1577).

## Живот
Той е син на „крадливия рицар“ Волф/Волфганг Зигмунд фон Лозенщайн-Гшвендт († 1555) и съпругата му Елизабет фон Бозковиц († 1570, дъщеря на Бенеш фон Бозковиц и на фон Щернберг. Внук е на Георг фон Лозенщайн-Гшвендт († 1509), губернатор от 1498 г. на Горна Австрия, и Анна фон Тьоринг (* 1455). Потомък е на министериала Дитмар фон Щайр, който през 1252 г. сменя Щайр с Лозенщайн и замък Лозенщайн в Горна Австрия. От тогава потомците му се наричат „фон Лозенщайн“. Фамилията Лозенщайн е през 1369 г. собственик на Гшвендт. Фамилията забогатява много.
Дитмар се бие с отличие през 1529 г. при защитата на Виена от турците. На 8 октомври 1537 г. той попада в плен на турците при Есек в Унгария. Срещу голяма сума той е откупен и освободен след много години. След това той се занимава с политика, през 1562 г. става княжески съветник в Пасау на епископ Урбан фон Тренбах († 1598) и след две години през 1564 г. – императорски съветник на император Фердинад I, който умира на 25 юли 1564 г.
През 1571 г. император Максимилиан II прави Дитмар щатхалтер на Горна Австрия. Резиденцията му е в дворец Линц и той се мести от Гшвендт в Линц. Той купува две къщи през 1573 г. в Линц и ги престроява („Лозенщайнската фрайхауз“).
Дитмар умира през януари 1577 г. в Линц. Както предците му, той е погребан с големи почести в „капелата Лозенщайн“ в Гарстен. Трима от синовете му следват в университетите Падуа, Сиена и Болоня.

## Фамилия
Първи брак: през 1540 г. с Марта фон Лихтенщайн († ноември 1556), вдовица на Йохан фон Ломнитц-Мезерич, дъщеря на Георг VI фон Лихтенщайн цу Щайрег (1480 – 1548) и Магдалена фон Полхайм (* 1497). Те имат 13 деца:
- Елизабет
- Георг Кристоф († 6 юни 1587), женен на 13 ноември 1580 г. за графиня Анна Мария фон Монфор († 8 януари 1583)
- Магдалена
- Аполония († пр. 1585), омъжена на 6 юни 1580 г. в Ефердинг за фрайхер Георг фон Айцинг († 1587)
- Волфганг Дитмар
- Георг Хилдебранд
- Йохан Бернхард († 7 декември 1589, Линц), женен на 14 февруари 1574 г. за Анна Мария фон Щауф († 7 февруари 1576)
- Мария Магдалена († 1 април 1582), омъжена на 3 август 1581 г. за фрайхер Лудвиг фон Полхайм (* 18 октомври 1529; † 16 януари 1608, Лихтенег)
- Потенциана
- Георг Вилхелм
- Анна Сузана
- Кристоф Абрахам
- Ото Хайнрих († 9 септември 1594), женен 1578 г. за Сузанна фон Волкра († 1613)

Втори брак: на 22 септември 1560 г. в Линц с фрайин Евфемия фон Хоенфелд († 2 септември 1561, Ебелсберг), вдовица на Хиронимус фон Щархемберг, дъщеря на фрайхер Себастиан фон Хоенфелд и фрайин Доротея фон Айцинг. Бракът е бездетен.
Трети брак: през 1568 г. с фрайин Хелена фон Херберщайн (* 1546, Графенег; † 1615), дъщеря на фрайхер Георг Зигизмунд фон Херберщайн (1518 – 1578) и Маргарета фон Пьортшах (* ок. 1520). Те имат три деца:
- Маргарета († 1605), омъжена на 6 юни 1588 г. за Георг Андреас фон Хофкирхен († 1623)
- Волф/Волфганг Зигмунд фон Лозенщайн (* ок. 1570; † 19 март 1626), дворцов маршал, издигнат на имперски граф на 25 май 1623 г. в Регенсбург, женен I. на 9 февруари 1592 г. за Сузана фон Рогендорф († 1616), II.за Анна фон Щубенберг (1594 – 1624); има от първия брак 7 деца
- Георг Зигмунд